# Apport
Az apport társas vállalkozáshoz való tárgyi, és nem pénzbeli hozzájárulás, mely történhet természetes személy vagy másik társaság részéről. Magyar szóval tárgyi betét. Az apport fejében és azzal arányban tulajdonosi jogokhoz jut az apportáló személy vagy társaság. Az apportnak pénzben kifejezhető értékkel kell rendelkeznie és szabadon átruházhatónak kell lennie. A magyar jog szerint több társasági forma (pl. korlátolt felelősségű társaság) is alapítható pusztán nem pénzbeli hozzájárulásokból. Részvénytársaság alapítása esetén a pénzbeli hozzájárulás összege nem lehet kevesebb az alaptőke 30%-nál.
- Ilyen vagyonértékű jog:
  - szellemi tőke (szakértelem)
  - szabadalom, védjegyoltalom
  - a cég "jó híre"

A munkavégzés nem tartozik a nem pénzbeli hozzájáruláshoz, gazdasági társaságoknál, így a tag személyes közreműködése vagy szolgáltatásra irányuló kötelezettség vállalása sem lehet. 